# Campeonato Africano de Atletismo de 2022 - Salto triplo masculino
A prova do salto triplo masculino do Campeonato Africano de Atletismo de 2022 foi disputada no dia 11 de junho, no Complexo Esportivo Nacional Cote d'Or, em Saint Pierre, na Maurícia.

## Recordes
Antes desta competição, os recordes mundiais e do campeonato nesta prova eram os seguintes:
|                       | Nome                 | Nacionalidade  | Distância | Local          | Data                 |
| --------------------- | -------------------- | -------------- | --------- | -------------- | -------------------- |
| Recorde mundial       | Jonathan Edwards     | Reino Unido    | 18m 29 cm | Gotemburgo     | 7 de agosto de 1995  |
| Recorde do campeonato | Andrew Owusu         | Gana           | 17m 23cm  | Dakar          | 19 de agosto de 1998 |
| Recorde africano      | Hugues Fabrice Zango | Burquina Fasso | 17m 82cm  | Székesfehérvár | 6 de julho de 2021   |

## Medalhistas
| Ouro                       | Prata                       | Bronze             |
| Hugues Fabrice Zango (BUR) | Thalosang Tshireletso (BOT) | Yasser Triki (ALG) |

## Cronograma
Todos os horários são locais (UTC+4). 
| Data        | Hora  | Evento |
| ----------- | ----- | ------ |
| 11 de junho | 15:10 | Final  |

## Resultado final
A final ocorreu dia 11 de junho às 15:10.
| Posição           | Atleta                | Nacionalidade   | #1     | #2     | #3     | #4     | #5     | #6     | Resultado | Notas |
| ----------------- | --------------------- | --------------- | ------ | ------ | ------ | ------ | ------ | ------ | --------- | ----- |
| Medalha de ouro   | Hugues Fabrice Zango  | Burquina Fasso  | 17.34v | x      | 16.46v | 16.86v | –      | 15.37  | 17.34v    |       |
| Medalha de prata  | Thalosang Tshireletso | Botswana        | 16.77v | 15.72v | 16.53  | x      | x      | 16.65  | 16.77v    |       |
| Medalha de bronze | Yasser Triki          | Argélia         | 16.58v | 16.33v | x      | 13.79  | 15.63v | 16.34  | 16.58v    |       |
| 4                 | Alexandre Gentil      | Ilhas Maurícias | 16.25v | 16.21v | x      | 15.99v | –      | 16.10v | 16.25v    |       |
| 5                 | Lleyton Davids        | África do Sul   | x      | 15.18v | 16.04v | 16.20v | x      | x      | 16.20v    |       |
| 6                 | Isaac Kirwa           | Quênia          | 15.09v | 15.72v | 16.04  | 15.74  | 16.02v | 16.11v | 16.11v    |       |
| 7                 | Gilbert Pkemoi        | Quênia          | 15.81v | 15.73v | 15.63v | 15.97v | x      | 15.40  | 15.97v    |       |
| 8                 | Hossam Shoman         | Egito           | 15.93v | x      | 15.38  | x      | 15.42  | 15.49v | 15.93v    |       |
| 9                 | Derick Chiambah Gama  | Camarões        | 15.80  | 14.04v | 15.65  |        |        |        | 15.80     |       |
| 10                | Mohamed Hammadi       | Marrocos        | 13.65v | x      | 15.54  |        |        |        | 15.54     |       |
| 11                | Guy Lebon Attoungbre  | Costa do Marfim | 14.38v | 15.46v | 15.34v |        |        |        | 15.46v    |       |
| 12                | Roger Haitengi        | Namíbia         | 15.29v | 15.31v | 15.45v |        |        |        | 15.45v    |       |
| 13                | Yacouba Loue          | Burquina Fasso  | 14.83v | 15.08v | 15.18v |        |        |        | 15.18v    |       |
| 14                | Lazare Simklina       | Togo            | 13.61v | 13.79v | 14.84v |        |        |        | 14.84v    |       |
| 15                | Amath Faye            | Senegal         | x      | x      | 14.80  |        |        |        | 14.80     |       |
| 16                | Tshwanelo Aabobe      | Botswana        | 13.73v |        |        |        |        |        | 13.73v    |       |
| 17                | Emile Conde           | Guiné           | 13.08v |        |        |        |        |        | 13.08v    |       |

Legenda
| Recorde mundial       | Recorde mundial (World record)               |                       | Recorde africano                      | Recorde africano (African) |                                           | Q | Classificado por posição (Qualified) |
| Recorde do campeonato | Recorde do campeonato (Championship record)  | Recorde da América    | Recorde da América (Americas)         | q                          | Classificado por melhor tempo (Qualified) |   |                                      |
| Melhor marca do ano   | Melhor marca do ano (World leading)          | Recorde asiático      | Recorde asiático (Asian)              | DNS                        | Não largou (Did not start)                |   |                                      |
| Recorde nacional      | Recorde nacional (National record)           | Recorde europeu       | Recorde europeu (European)            | DNF                        | Não terminou (Did not finish)             |   |                                      |
| Recorde pessoal       | Recorde pessoal do atleta (Personal best)    | Recorde da Oceania    | Recorde da Oceania (Oceania)          | DSQ / DQ                   | Desclassificado (Disqualified)            |   |                                      |
| Recorde da temporada  | Recorde da temporada do atleta (Season best) | Recorde sul-americano | Recorde sul-americano (South America) | NM                         | Sem marca (No mark)                       |   |                                      |